# (6476) 1987 VT
(6476) 1987 VT là một tiểu hành tinh vành đai chính. Nó được phát hiện bởi Zdeňka Vávrová ở Đài thiên văn Kleť gần České Budějovice, Cộng hòa Séc, ngày 15 tháng 11 năm 1987.